# Cocagne
Cocagne é uma comunidade rural canadense no Condado de Kent, em Nova Brunswick.